# Église de l'Assomption-de-la-Bienheureuse-Vierge-Marie de Niederanven
L'église de l'Assomption-de-la-Bienheureuse-Vierge-Marie de Niederanven (luxembourgeois : Kierch vu Nidderaanwen ; allemand : Kirche Mariä Himmelfahrt) est un édifice religieux catholique sis dans le village de Niederanven, au Luxembourg. De style néo-gothique et construite en 1851, l'église est dédié à l'Assomption de Marie et rattaché à l'archidiocèse de Luxembourg. Elle est lieu de culte de la communauté catholique locale.

## Localisation
L'édifice se trouve au bord de la route nationale 1 (N1), dénommée à cet endroit la route de Trèves. Il se trouve à l'est de la maison de la jeunesse de Niederanven, à la limite des quartiers de Niederanven et de Senningen et sert aux habitants de ces deux localités.

## Historique
L'église est construite en 1851 ou 1852 (selon les sources).

## Architecture
L'édifice est de style néo-gothique. Sa nef orientée nord-sud relie la tour-clocher (côté nord) au chœur (côté sud) et est surmontée d'un long toit en bâtière. 
L'édifice essentiellement de couleur blanche reçoit par ses fenêtres une abondante lumière. Le tracé des lignes extérieures n'est pas poursuivi à l'intérieur. Le chœur est séparé de la nef par une arche brisée simple peu décorée. La nef et le chœur possèdent des voûtes en arcs brisés mises en valeur par l'effet d'optique créé par les ogives. 
Le portail principal traverse la tour côté nord et est flanqué de tourelles circulaires sur les deux côtés. Il est surmonté d'un œil-de-bœuf à ornements, lui-même surmonté d'une fenêtre ornée à arc brisé. Les vitraux de la nef, conçues par les ateliers Binsfeld & Co. et E. Simminger, illustrent des symboles christiques traditionnels et des personnages bibliques. Les vitraux de l'église sont tous conçus entre 1918 et 1931 avant d'être restaurés en 2007 par le vitrailliste Robert Emeringer (lb) d'Asselborn.
L'ancien orgue de l'église, conçu en 1938 par l'atelier Georges Haupt de Lintgen, possédait 19 jeux, deux claviers et une pédale. Il est retiré en 1990, avant d'être remplacé par un orgue numérique de marque Johannus en 2005. 

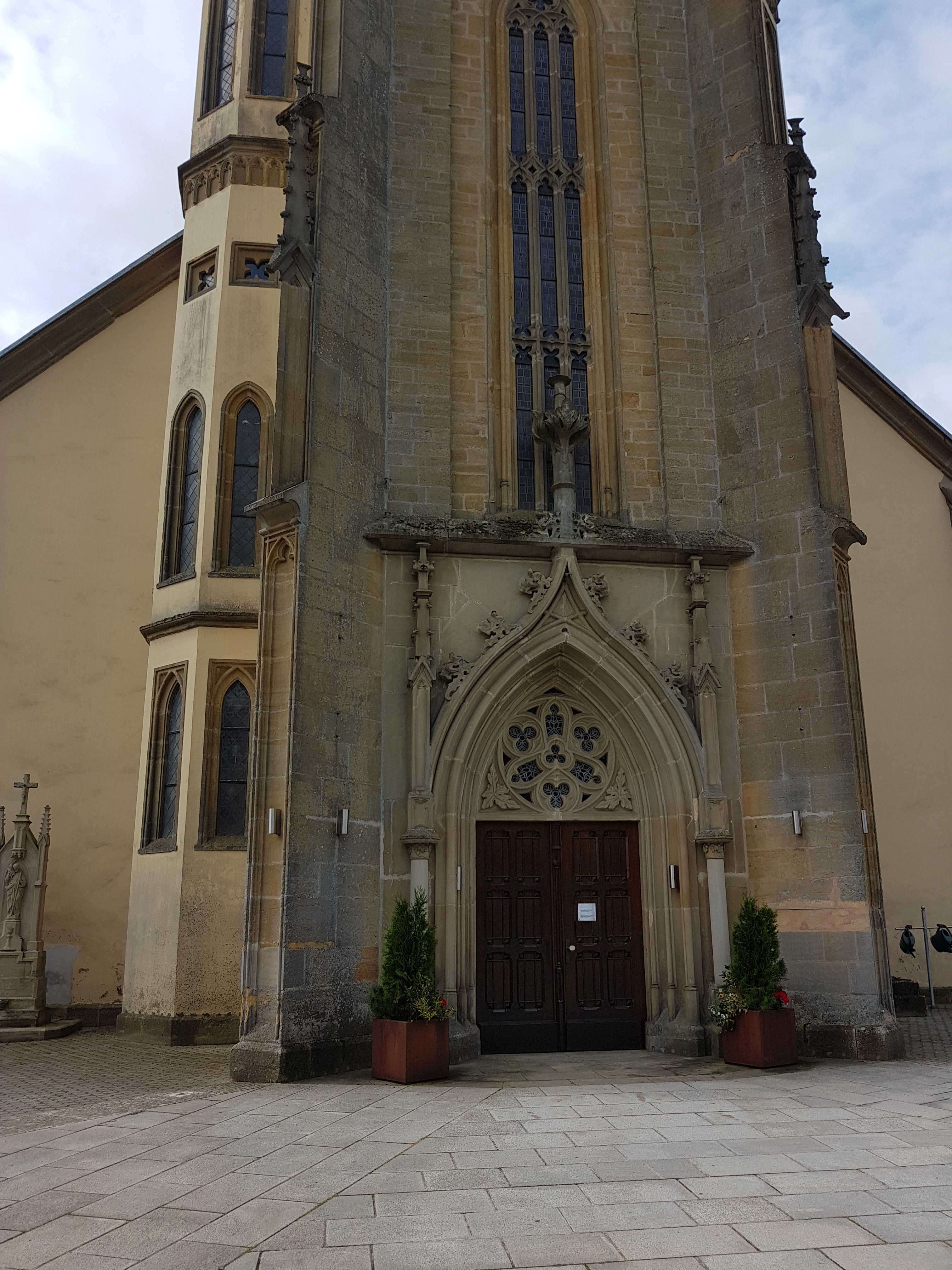
Portail principal
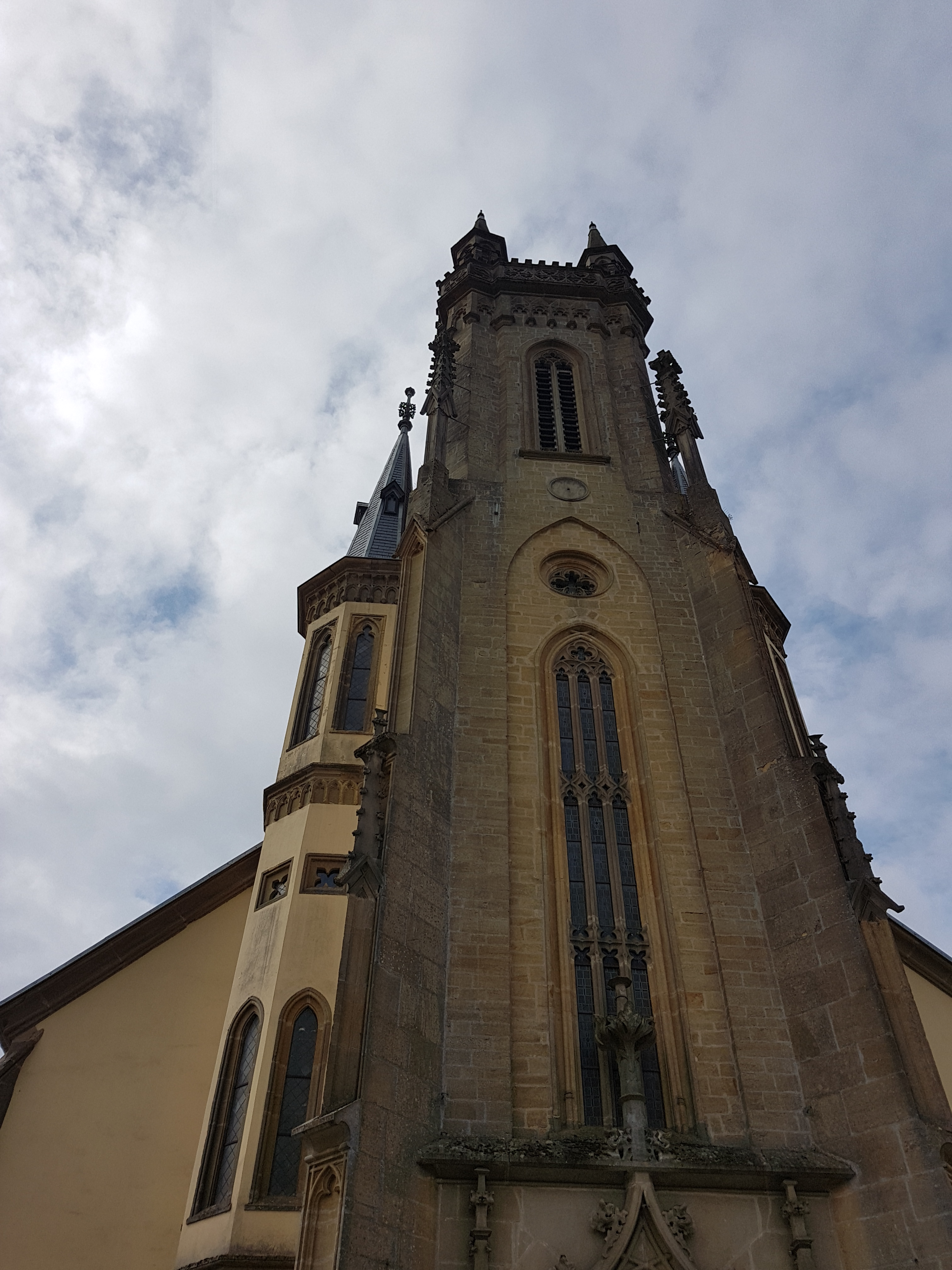
Au-dessus du portail
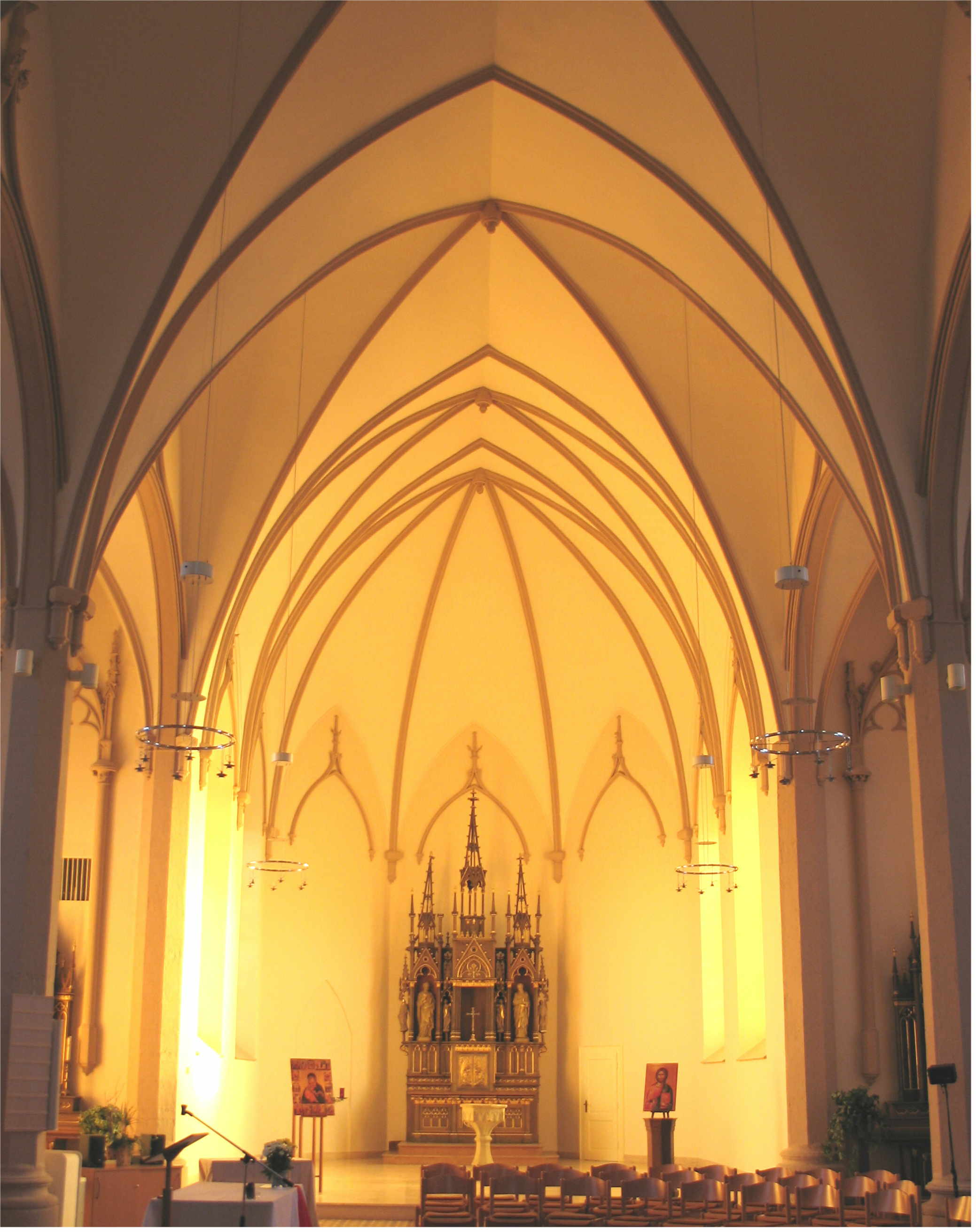
Nef
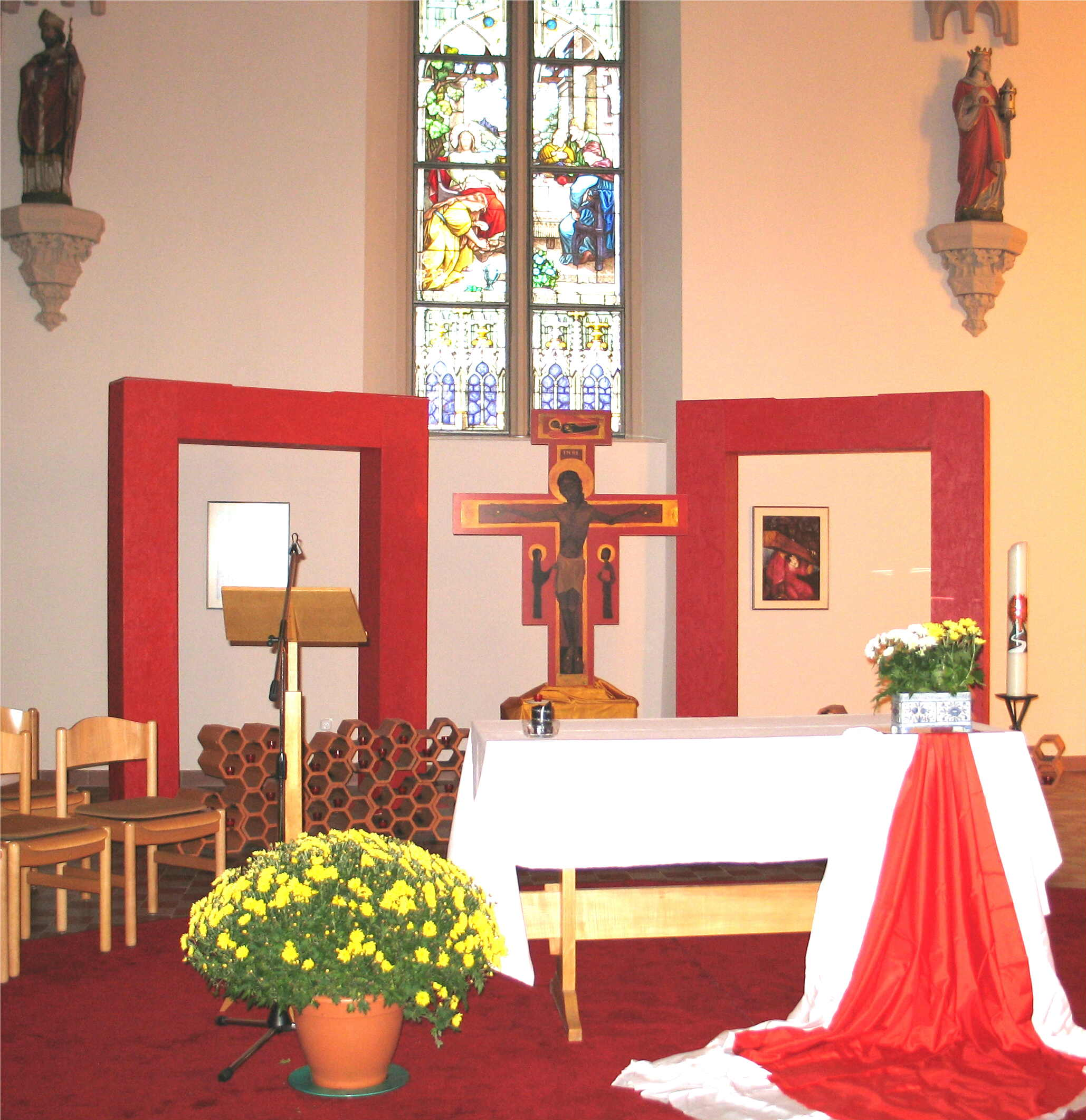
Autel
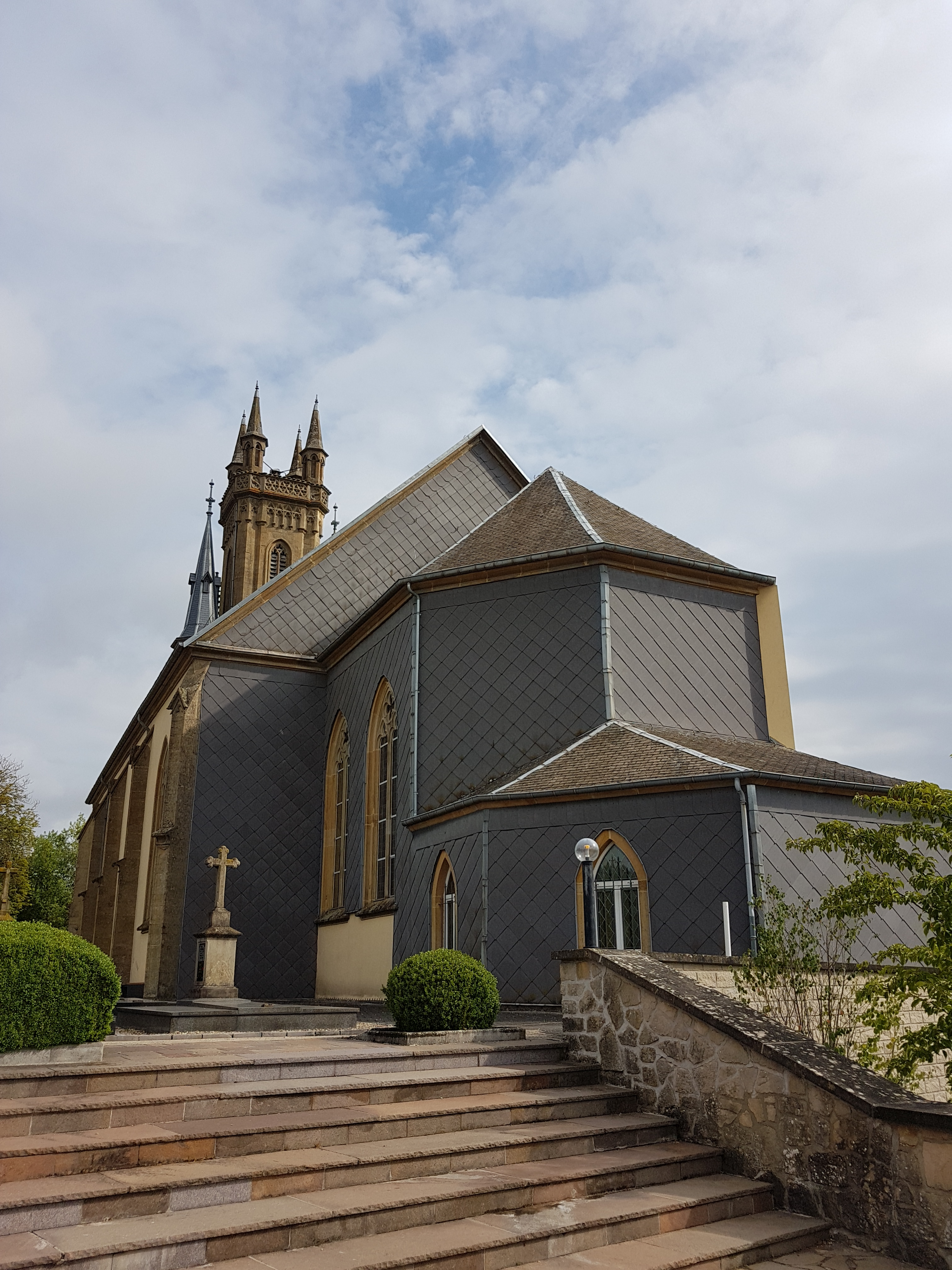
L'église vue du sud-ouest

## Cimetière
L'église de l'Assomption est entourée de son cimetière. Le colombarium, avec les urnes funéraires, se trouve dans la partie méridionale du cimetière.

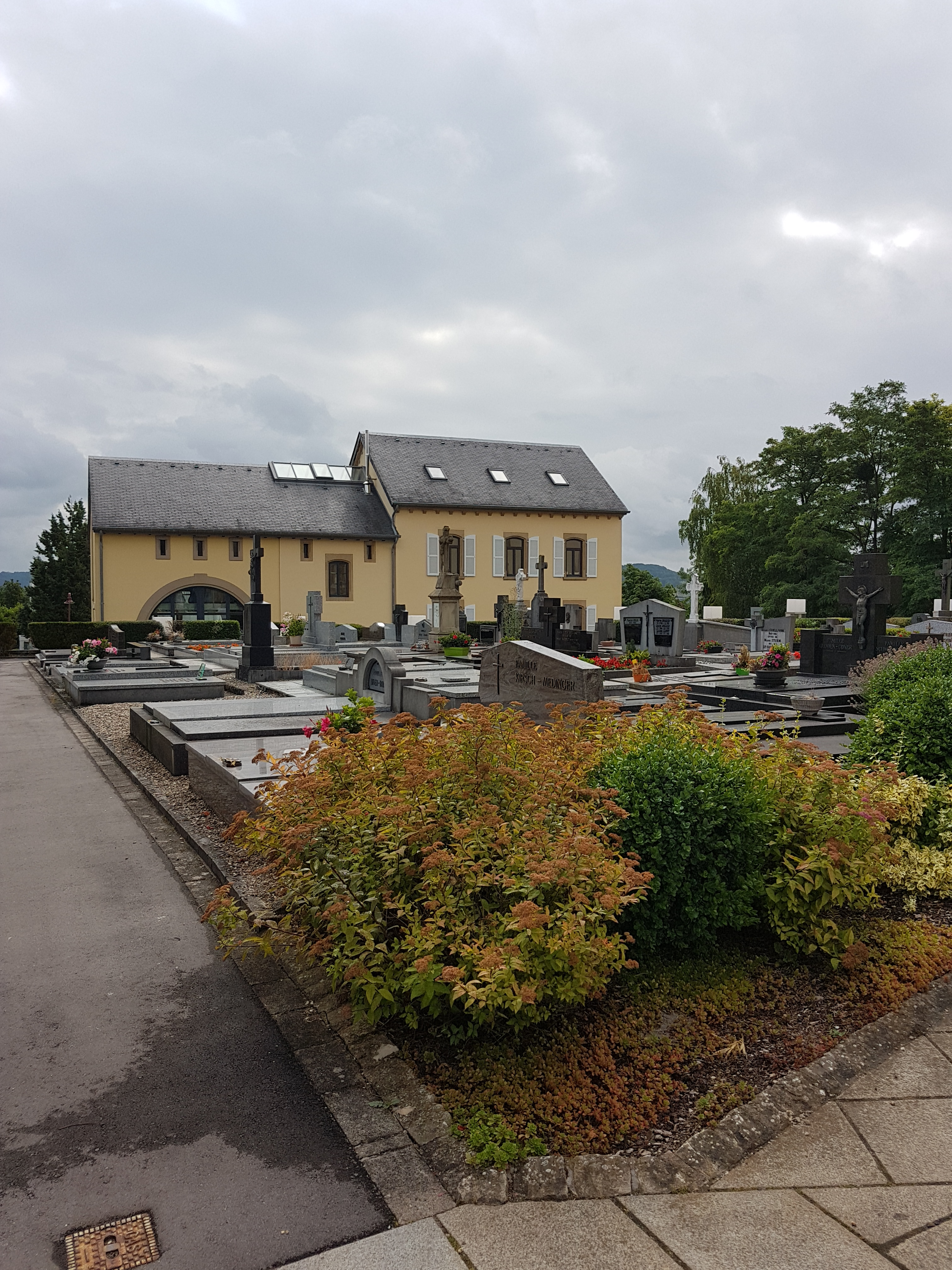
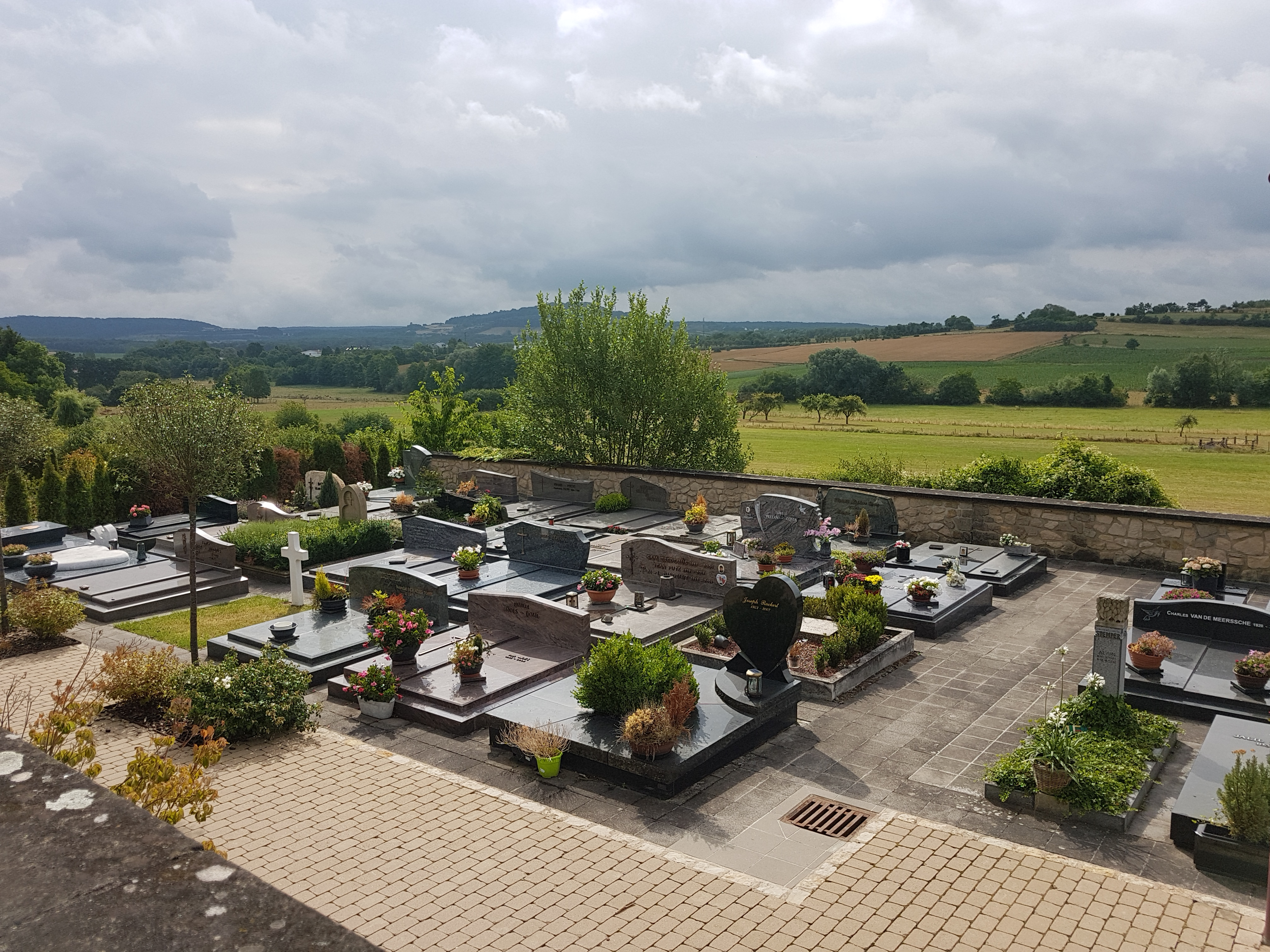
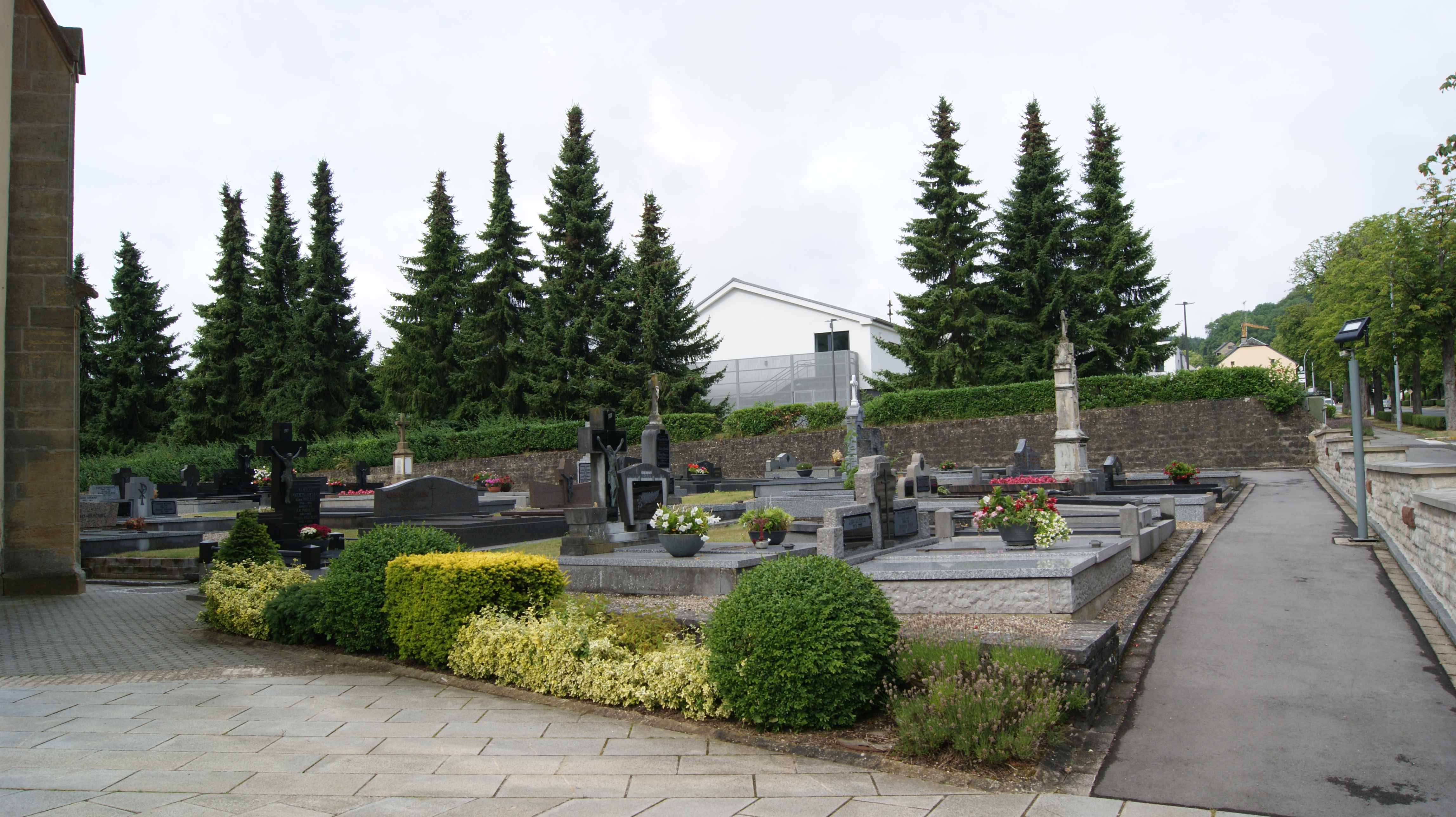
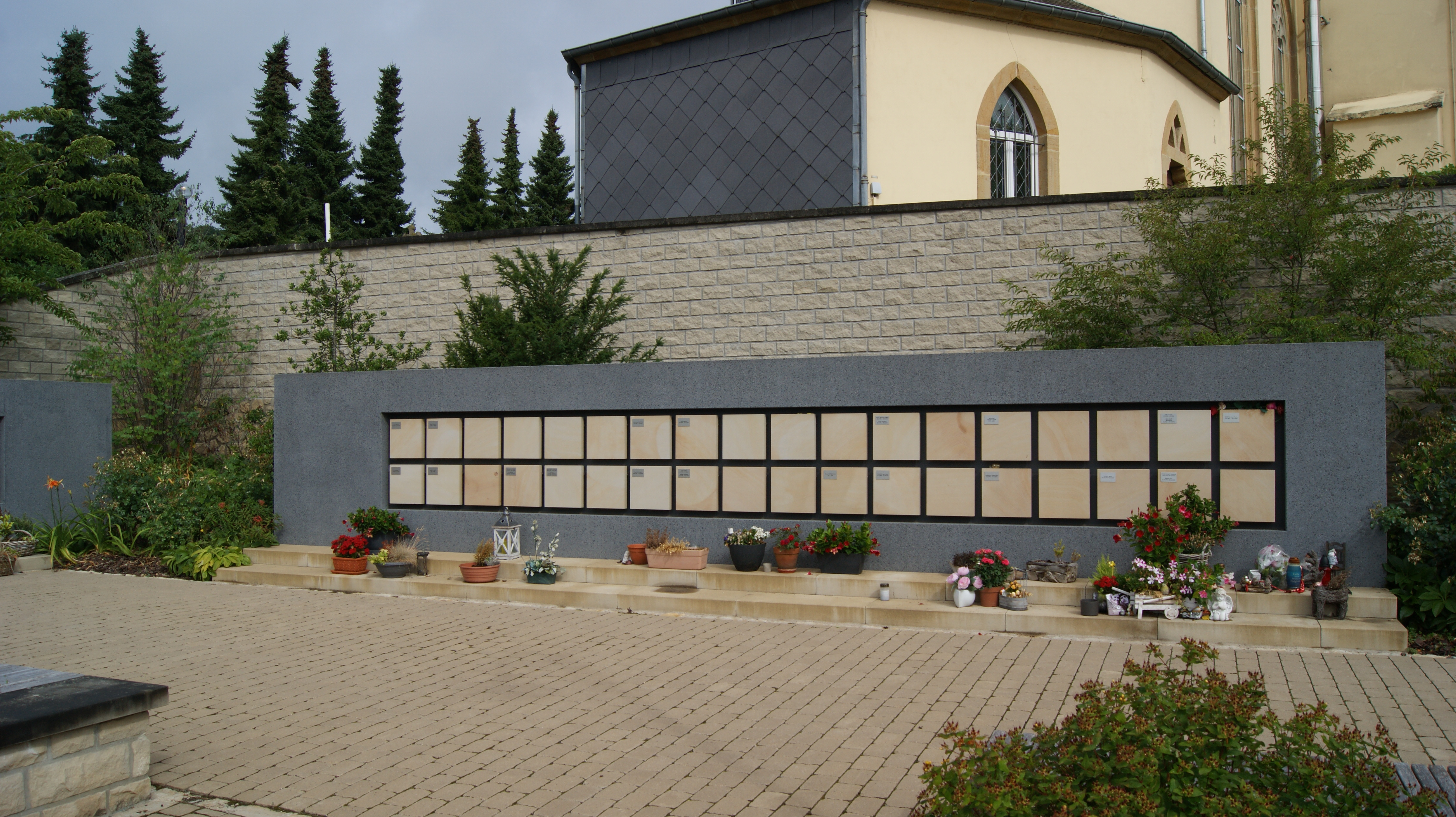
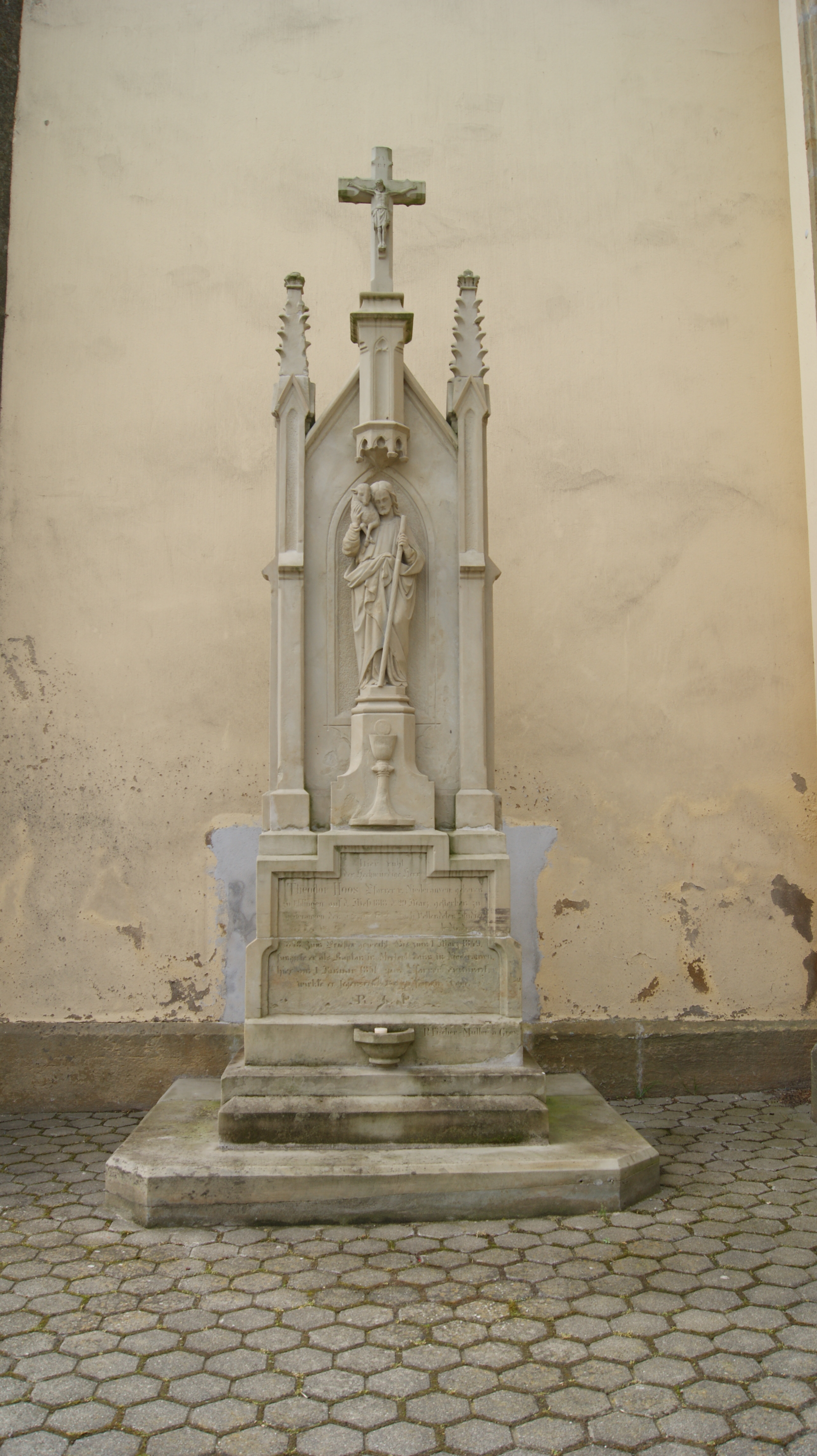
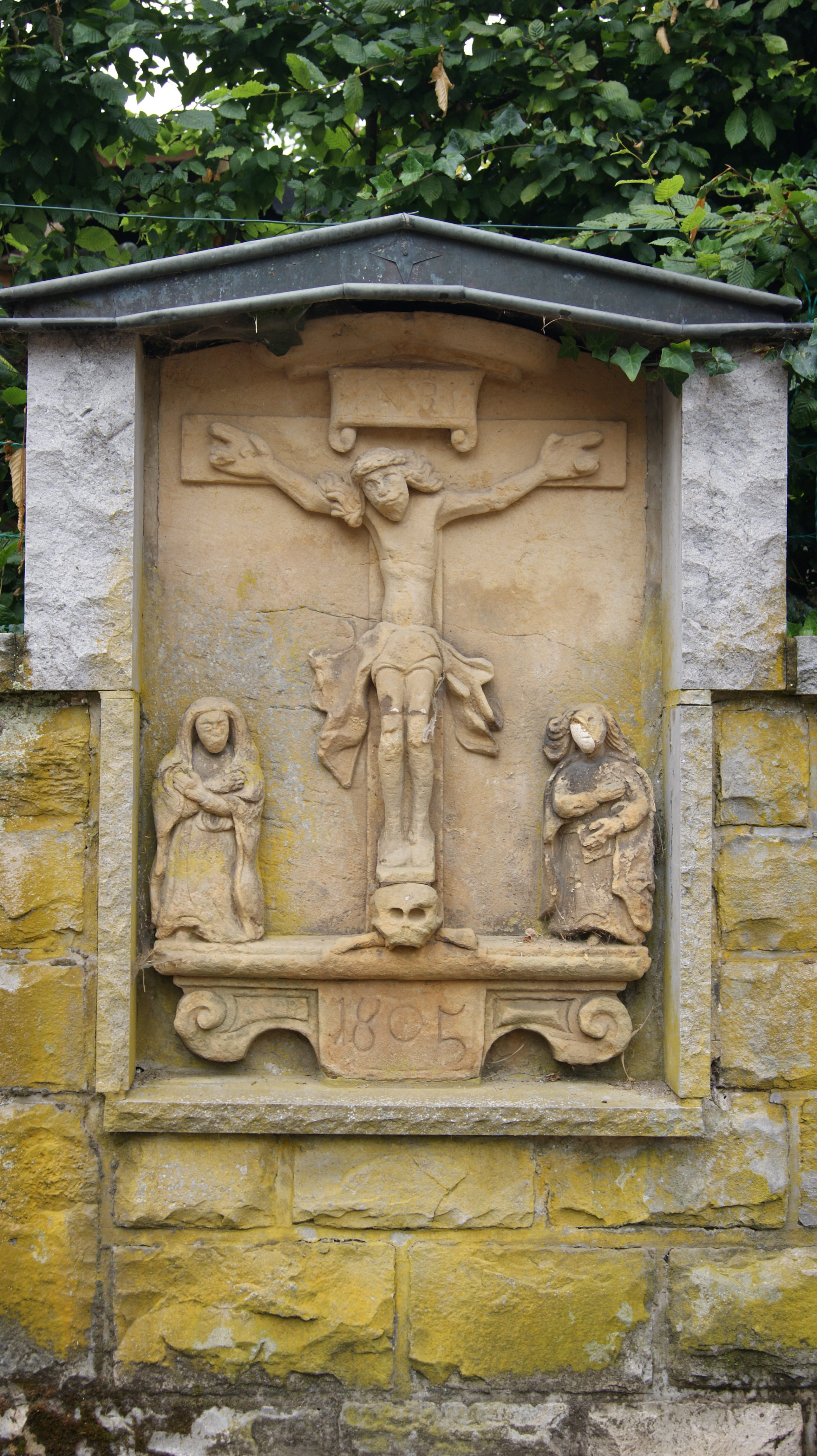

## Statut paroissial
L'église de l’Assomption-de-la-Bienheureuse-Vierge-Marie de Niederanven est rattachée à la paroisse Iewescht Syr Saint-Esprit et au doyenné de l'Est au sein de l'archidiocèse de Luxembourg.